# أميت ميترا
أميت ميترا هو اقتصادي وسياسي هندي، ولد في 20 ديسمبر 1947 في كلكتا في الهند. نشط حزبياً في مؤتمر ترينامول لعموم الهند ‏. وقد انتخب Member of the West Bengal Legislative Assembly ‏.